# Wspólnota administracyjna Reischach
Wspólnota administracyjna Reischach – wspólnota administracyjna (niem. Verwaltungsgemeinschaft) w Niemczech, w kraju związkowym Bawaria, w rejencji Górna Bawaria, w regionie Südostoberbayern, w powiecie Altötting. Siedziba wspólnoty znajduje się w miejscowości Erlbach. Do 31 grudnia 2016 siedziba wspólnoty znajdowała się w miejscowości Reischach.
Wspólnota administracyjna zrzesza trzy gminy: 
- Erlbach, 1 174 mieszkańców, 28,13 km²
- Perach, 1 209 mieszkańców, 14,14 km²
- Reischach, 2 619 mieszkańców, 28,46 km²